# Nick Chadwick
Nick Chadwick, all'anagrafe Nicholas Gerald Chadwick (Stoke-on-Trent, 26 ottobre 1982) è un allenatore di calcio ed ex calciatore inglese, di ruolo attaccante.

## Carriera

### Giocatore
Tra il 1998 ed il 2001 gioca nelle giovanili dell'Everton, club della prima divisione inglese; esordisce in prima squadra nella stagione 2001-2002, all'età di 19 anni, mettendo a segno 3 reti in 9 partite di campionato (che resteranno anche le sue uniche in carriera in tale categoria), una partita in FA Cup ed una partita in Coppa di Lega; in particolare tutte e 3 le sue reti arrivano nell'aprile del 2001, rispettivamente contro Bolton, Leicester City e Blackburn. Nella stagione 2001-2002 gioca invece una partita in prima divisione (la sua decima in tale categoria) ed una partita in Coppa di Lega contro lo Stockport County, nella quale segna anche una rete; termina poi l'annata con un periodo in prestito al Derby County, con cui gioca 6 partite in seconda divisione senza mai segnare. Nella stagione 2003-2004, tornato all'Everton, gioca 3 partite in campionato (le sue ultime in carriera in prima divisione) ed una partita in Coppa di Lega, contro il Bristol City, nella quale segna anche una rete; passa quindi in prestito al Millwall, club di seconda divisione, con cui realizza 4 reti in 15 partite in seconda divisione. Nella stagione 2004-2005, dopo aver segnato un gol in 2 presenze in Coppa di Lega ed un gol in 2 presenze in FA Cup sempre con l'Everton (arrivando così ad un totale di 20 presenze e 6 reti fra tutte le competizioni ufficiali con il club di Liverpool) viene ceduto a titolo definitivo per 250000 sterline al Plymouth, con cui termina la stagione 2004-2005 realizzando una rete in 15 presenze in seconda divisione.
Rimane al Plymouth per un ulteriore triennio, tutto trascorso in seconda divisione; in particolare, nella stagione 2005-2006 gioca da titolare segnando 5 reti in 37 partite di campionato, mentre nella stagione 2006-2007 realizza 2 reti in 18 presenze e nella stagione 2007-2008 2 reti in 9 presenze. Nell'estate del 2008 si accasa da svincolato all'Hereford Utd, club di terza divisione; il 20 settembre 2008 al suo esordio con il club realizza una rete su calcio di rigore nella sconfitta casalinga per 2-1 contro lo Scunthorpe Utd, che di fatto resta però anche la sua unica in 10 presenze stagionali; il 9 gennaio 2009 lascia il club e si accasa con un contratto fino al termine della stagione allo Shrewsbury Town, club di quarta divisione, con cui gioca in totale 18 partite di campionato (3 delle quali nei play-off, che si concludono con una sconfitta per 1-0 in finale contro il Gillingham) e segna 2 reti.
Il 14 agosto 2009, dopo complessive 140 presenze e 18 reti nei campionati della Football League, va a giocare al Chester City, club di Conference League Premier (quinta divisione e più alto livello calcistico inglese al di fuori della Football League); il giorno seguente al suo arrivo in squadra fa anche il suo esordio nel club, segnando tra l'altro una rete nella sconfitta casalinga per 4-2 contro il Cambridge Utd. Nel gennaio del 2010, complici i problemi economici del club, si trasferisce al Barrow, club della medesima categoria; segna i suoi primi gol con la nuova maglia il 27 febbraio 2010, realizzando una tripletta, nella vittoria esterna per 4-1 sul campo dell'Ebbsfleet Utd. Rimane al Barrow anche nella stagione 2010-2011, nella quale a causa di un infortunio ad un ginocchio gioca però solamente 15 partite di campionato, per poi a fine stagione non rinnovare il suo contratto in scadenza e svincolarsi. Il 29 luglio 2011, dopo un provino superato con successo, firma un contratto annuale con lo Stockport County, sempre in quinta divisione; l'allenatore degli Hatters Dietmar Hamann viene però esonerato a campionato in corso, ed il suo sostituto Jim Gannon allo scopo di ridurre il monte ingaggi del club (che si trovava in gravi difficoltà economiche) cede in prestito fino al termine della stagione Chadwick (che aveva segnato 7 reti in 19 presenze) al Plymouth, in quarta divisione. Qui, conclude la stagione segnando 5 reti in 22 presenze; nel gennaio del 2012 era stato nel frattempo acquistato a titolo definitivo, e nella stagione 2012-2013 realizza una rete in ulteriori 28 presenze. Nella stagione 2013-2014 gioca invece con il Tamworth (prima in prestito e successivamente a titolo definitivo), con cui segna 8 reti in 29 presenze in quinta divisione per poi a fine stagione ritirarsi, all'età di 32 anni.
In carriera ha totalizzato complessivamente 190 presenze e 24 reti nei campionati della Football League.

### Allenatore
Ha lavorato per vari anni nei settori giovanili di Blackburn e Wigan; nella stagione 2020-2021 ha allenato il Fylde, in quinta divisione. Nel marzo del 2022 è stato per un'ulteriore partita allenatore ad interim sempre del Fylde.